# زمین‌لرزه ۲۰۰۹ تالائود
زمین‌لرزه تالائود  در تاریخ ۱۱ فوریه ۲۰۰۹ میلادی، برابر با ‎۲۳ بهمن ۱۳۸۷، ساعت ۱۷:۳۴:۵۰٫۸ به زمان یوتی‌سی در اندونزی ، منطقه جزایر تالائود رخ داد.ژرفای این زلزله ۲۲٫۰ کیلومتر بود. بزرگی آن ۷٫۲ در مقیاس Mw بدست آمده‌است.
پروژهٔ جهانی تنسور گشتاور مرکزوار پارامتر زمان مرکزوار زمین‌لرزه را با اختلاف ۱۰٫۴ ثانیه نسبت به زمان رخداد اشاره شده در بالا و مختصات مرکزوار را در ۳°۵۵′شمالی ۱۲۶°۴۹′شرقی / ۳٫۹۲°شمالی ۱۲۶٫۸۱°شرقی محاسبه کرد و همچنین، ژرفا در ۲۳٫۹ کیلومتر بدست آمده‌است. در این محاسبات زاویه‌های (راستا، شیب، ریک) گسل سازندهٔ زمین‌لرزه و صفحه عمود بر آن برابر با (°۱۷۷، °۳۸، ° ۸۳) یا (° ۶، °۵۳، ° ۹۶) حاصل شده‌است.